# 蘇术
蘇（？年—？年），號雙柏，廣西桂林府阳朔县人，民籍。明朝政治人物。

## 生平
正德十一年（1516年）丙子科廣西鄉試舉人，曾任廣東英德县教谕。嘉靖五年（1526年）丙戌科三甲一百九十名進士，初授江西新建县知县，補贵溪县，調清丰县，十六年选授四川道试御史，七月因建言被贬滦州判官。歷升南兵部车驾司主事、武选司郎中，出为绍兴府知府。